# 圖拉 (義大利)
图拉（義大利語：Tula），是意大利萨萨里省的一个市镇，位于卡利亚里北部170公里。总面积65.51平方公里，人口1625人，人口密度24.8人/平方公里（2009年）。ISTAT代码为090075。